# 国際連合安全保障理事会決議2356
国際連合安全保障理事会決議2356（こくさいれんごうあんぜんほしょうりじかいけつぎ2356、英: United Nations Security Council Resolution 2356）は、2017年6月2日に国際連合安全保障理事会で採択された朝鮮民主主義人民共和国（北朝鮮）に関する決議。略称はUNSCR2356。

## 概要
国際連合安全保障理事会決議2356は、2016年11月30日に採択された決議2321以降も北朝鮮が度重なるミサイル発射を実施したことを受けて採択された決議で、過去5回の核実験の際に採択された決議1718、決議1874、決議2094、決議2270、決議2321に引き続き、国連憲章第7章に基づく制裁行動として具体的に経済制裁に関する行動を定める第41条が言及された。

## 主な内容
- 14人4団体を資産凍結対象に追加[1]。
- 14人を入国禁止措置対象に追加[2]。

## 成立の経緯
- 2016年11月30日 - 国際連合安全保障理事会決議2321が全会一致で採択される。
- 2017年2月12日 -　北朝鮮が弾道ミサイルを発射（北極星2号）。高度550km、距離500kmを飛行し日本海に落下[3]。
- 2017年2月13日 - 安保理が北朝鮮を非難する報道声明を発表[4]。
- 2017年3月6日 - 北朝鮮が弾道ミサイルを4発発射。いずれも約1000km飛行しうち3発が日本の排他的経済水域内に着水したと推定される。[5]。
- 2017年3月7日 - 安保理が北朝鮮を非難する報道声明を発表[6]。
- 2017年3月22日 - 北朝鮮が弾道ミサイルを発射。打ち上げ直後に失敗[7]。
- 2017年3月23日 - 安保理が北朝鮮を非難する報道声明を発表[8]。
- 2017年4月5日 - 北朝鮮が弾道ミサイルを発射。60km飛行し日本海に落下。[9]。
- 2017年4月6日 - 安保理が北朝鮮を非難する報道声明を発表[10]。
- 2017年4月16日 - 北朝鮮が弾道ミサイルを発射。直後に爆発したと見られる[11]。
- 2017年4月20日 - 安保理が北朝鮮を非難する報道声明を発表[12]。
- 2017年4月29日 - 北朝鮮が弾道ミサイルを発射。50km離れた内陸部に落下したと見られる[13][14]。
- 2017年5月14日 - 北朝鮮が弾道ミサイルを発射（火星12#最初の発射を参照）。高度2000km、800kmの距離を飛行し日本海に落下[15]。
- 2017年5月15日 - 安保理が北朝鮮を非難する報道声明を発表[16]。
- 2017年5月21日 - 北朝鮮が弾道ミサイルを発射。500km飛行し日本海へ落下[17]。
- 2017年5月22日 - 安保理が北朝鮮を非難する報道声明を発表[18]。
- 2017年5月29日 - 北朝鮮が弾道ミサイルを発射。400km飛行し日本の排他的経済水域内に落下したと見られる[19]。
- 2017年6月2日 - 国連安保理で追加制裁決議が全会一致で採択される。